# Друг Горького — Андреева
«Друг Горького — Андреева» — документальный фильм режиссёра Семёна Арановича об актрисе и общественном деятеле М. Ф. Андреевой и её взаимоотношениях с М. Горьким.

## Над фильмом работали
- Автор сценария: Борис Добродеев
- Режиссёр: Семен Аранович
- Композитор: Александр Чернов
- Текст читают: Ефим Копелян (Горький), Вера Марецкая (Андреева), Андрей Попов (Чехов), Алла Демидова (Будберг)

## Награды
- 1967 — X МКФ в Лейпциге (ГДР): Приз «Золотой голубь»